# Dibotryon morbosum
Dibotryon morbosum hoặc Apiosporina morbosa là một mầm bệnh thực vật, là tác nhân gây ra bệnh khối u đen. Nó ảnh hưởng đến cây anh đào, mận, mơ và chokecherry ở Bắc Mỹ. Bệnh tạo ra một khối u thô, đen bao quanh cây và tiêu diệt các bộ phận bị nhiễm bệnh và cung cấp môi trường sống cho côn trùng.
Bệnh xuất hiện lần đầu tiên vào năm 1821 tại Pennsylvania, nhưng đã lan rộng khắp Bắc Mỹ. Mặc dù nó là một trong những bệnh tàn phá nhất của cây mận và cây anh đào vào cuối thế kỷ 19, nhưng ngày nay nó được kiểm soát tương đối tốt ở nhiều vùng trồng trọt và được thấy chủ yếu ở các vườn cây chăm sóc kém, hoặc nơi nó sinh sôi mạnh mẽ, kể cả trong tự nhiên.
Khối u đen chỉ xảy ra trên các phần gỗ của cây, chủ yếu ở trên cành và nhánh, nhưng có thể lan ra các chi lớn hơn và thậm chí cả thân cây. Khối u màu xanh ô liu từ bệnh có thể nhìn thấy vào cuối mùa xuân; khi nó lây lan và trưởng thành, điển hình là vào mùa thu, các khối u đen thô ráp và giết chết các bộ phận bị ảnh hưởng. Các khối u có đường kính khác nhau từ một inch đến một chân (2,5 cm - 30   cm). Các khối u cũ có thể giết chết cây bằng cách thúc đẩy côn trùng xâm nhập.
Các phương pháp điều trị phổ biến nhất là cắt tỉa các bộ phận bị nhiễm bệnh trong mùa đông và phun lên chồi non bằng thuốc diệt nấm. Cây dại gần đó cũng phải điều trị.